# Cyanopterus vectensis
Cyanopterus vectensis är en stekelart som först beskrevs av Cockerell 1921.  Cyanopterus vectensis ingår i släktet Cyanopterus och familjen bracksteklar. Inga underarter finns listade i Catalogue of Life.